# Sine die
Sine die (lit. ‘sin día’) es una locución latina que significa "sin plazo, sin fecha" y se utiliza con frecuencia en Derecho y en administración para decir que algo se pospone indefinidamente. Habitualmente, se usa como predicado en expresiones que indican referencia o aplazamiento. Por ejemplo: «El juez aplazó sine die la vista del juicio».

## Etimología e historia
La frase sine die se usa para levantar, aplazar o suspender algún asunto de cualquier tipo, ya sea una reunión, sesión hasta tiempo indefinido o fecha arreglada. Se trata de un adverbio de origen latino y la fecha de su primer uso fue en 1607.[cita requerida]
La frase está formada por la preposición sine (sin) y die, singular de dies, quinta declinación del latín, y aunque dies pertenece a esta declinación principalmente de uso femenino, también puede usarse en masculino.[cita requerida]

### Sine
La palabra sine, plural sines, proviene del latín, y da nacimiento a otras palabras, como sinus (sinu), "sino", que significa: hueco, cavidad, entrante, bahía; bolsillo, bolsa; curva, doblar; pecho y seno.[cita requerida]
Esta pasa a otras lenguas como seno en español; entre otras a las lenguas retorrománicas como sân.[cita requerida]

### Die
Esta palabra llegó a las diferentes lenguas vía el proto-indoeuropeo como do-, "diseñar, trazar, invertir y desplegar, extender"; al latín como dare, "dar, regalar, transferir una posición a otro". Este a su vez proviene de datum y datus, y al español llegó como de o dé (de usted y dar), palabra que ha dado origen a muchas otras, como "die" y "dice", que en inglés significan, respectivamente, "morir" y "dado". Al inglés llegó del francés antiguo como "des" y "dé", y la palabra data y dato, y date, "fecha" y "cita".[cita requerida]
La otra etimología proviene del proto indoeuropeo como dheu, la cual significa "morir" y "estar desmayado" o "estar sin sentido"; al proto-germánico, como dawjanan; al nórdico antiguo, como deyja, "morir" o "desmayarse"; al inglés medio como  dien y hwam, "quien" o "quienes", para el inglés y el neerlandés.